# Joe Mantell
Joe Mantell (Nova York, 21 de desembre de 1915 − Tarzana, Califòrnia, 29 de setembre de 2010) va ser un actor estatunidenc.

## Biografia
Va ser nominat per l'Oscar al millor actor secundari pel seu paper com "Angie" a la pel·lícula Marty de 1955 que va guanyar el de la millor pel·lícula.
Mantell va actuar a Storm Center (1956) i Chinatown (1974), on va fer el paper de Lawrence Walsh, company de l'investigador privat Jake Gittes. Va pronunciar la famosa darrera frase del film: "Forget it, Jake, it's Chinatown." (Oblida-ho, jack, és Chinatown). El personatge de Walsh va reaparèixer a The Two Jakes. Va tenir un petit paper a Els ocells, de Hitchcock. Mantell va sortir amb freqüència a sèries de televisió, incloent dos episodis de The Twilight Zone: "Nervous Man in a Four Dollar Room" (en el paper protagonista) i "Steel".
Mantell va néixer a Brooklyn, Nova York de pares d'origen polonès. El seu cognom va ser deletrejat originalment "Mantel" i accentuat a la primera sil·laba, però al principi de la seva carrera com a actor, Mantell va afegir la "L" extra i va canviar la pronunciació a "Man-TELL". Va morir el 29 de setembre de 2010 a Tarzana, Califòrnia, als 94 anys.

## Filmografia selecta
- 1949: The Undercover Man: Newsboy
- 1949: Barbary Pirate: Dexter Freeman
- 1949: Port of New York: Missatger
- 1949: And Baby Makes Three: Newsboy
- 1955: Marty: Angie
- 1956: Storm Center: George Slater
- 1957: Beau James: Bernie Williams, productor de Broadway
- 1957: El recluta (The Sad Sack): Soldat ras Stan Wenaslawsky
- 1958: Onionhead: Harry 'Doc' O'Neal
- 1960: The Crowded Sky: Louis Capelli
- 1963: Els ocells (The Birds): Venedor al bar
- 1966: Mister Buddwing: 1r taxista
- 1970: Els herois de Kelly (Kelly's Heroes): Ajudant de General
- 1974: Chinatown: Walsh
- 1984: Blame It on the Night: Attorney
- 1985: Amor i sexe (Movers & Shakers): Larry
- 1990: The Two Jakes: Lawrence Walsh

## Premis i nominacions

### Nominacions
- 1956. Oscar al millor actor secundari per Marty